# MIUI for POCO
MIUI Para POCO (abreviatura de MI  Interfaz de Usuario y pronunciado como "Me You I") es un firmware customizado de Android para el sistema operativo móvil desarrollado por Xiaomi para sus filiales POCO serie de Teléfono inteligente. El firmware está basado en el sistema operativo Android de Google.
Diferente la mayoría de dispositivos Xiaomi que funcionan en las tradicionales MIUI ROM, POCOPHONE corre una versión modificada de MIUI diseñada específicamente para la serie POCO. Como ha mencionado Xiaomi en la página web de Poco, el MIUI de como está "específicamente modificado para POCOPHONE para hacerlo más ligero, más rápido, y más liso."  hay también pocos cambios visuales que lo diferencian del tradicional MIUI. Será reemplazado por POCO UI.

## Desarrollo
Similar a su predecesor, MIUI para POCO estuvo basado en el Android 8.1.0 Oreo, pero optimizado para funcionar en los móviles Poco. Aun así, Xiaomi también publicó la versión beta del launcher en Google Play para permitir a cualquier teléfono inteligente Android probarlo también.

## MIUI Para POCO vs. MIUI
Hay pocas diferencias claves que separan MIUI para POCO y el MIUI tradicional, como el Lanzador de Aplicación que carencia en los MIUI ROM tradicionales. Otras diferencias son algunos cambios menores en la interfaz de usuario incluyendo el icono de la batería y pantallas de aplicaciones que son similares a la interfaz tradicional de Android.
Xiaomi también ha prometido actualizaciones más rápidas y regulares para el MIUI para POCO, cuya actualización a Android Pie debería distribuirse en el 4º trimestre de 2018.

## Historia de versión
| Version                | Android Version    | Release date                              | Highlight           |
| ---------------------- | ------------------ | ----------------------------------------- | ------------------- |
| MIUI for POCO "9.6.14" | Android 8.x "Oreo" | Augusto2018 de agosto del 22 (2018-08-22) | lanzamiento inicial |